# Flussufer-Ameisenwürger
Der Flussufer-Ameisenwürger (Thamnophilus cryptoleucus, Syn.: Myrmelastes cryptoleucus; Thamnophilus nigrocinereus cryptoleucus), zählt innerhalb der Familie der Ameisenvögel (Thamnophilidae) zur Gattung Thamnophilus.
Die Art kommt im Amazonasbecken in Brasilien, Ecuador, Kolumbien und Peru vor.
Das Verbreitungsgebiet umfasst tropischen oder subtropischen feuchten Wald und Sekundärwald, meist Flussinseln, gerne dicht mit Gynerium sagittatum oder Bambus bewachsen bis 200 m Höhe.
Der lateinische Artzusatz kommt von altgriechisch κρυπτός kryptós, deutsch ‚verborgen‘ und altgriechisch λευκός leukós, deutsch ‚weiß‘.
Früher wurde die Art als konspezifisch mit dem Schwarzgrauen Ameisenwürger (Thamnophilus nigrocinereus) angesehen.

## Merkmale
Das Männchen ist durchgehend schwarz, Spitzen und Ränder der Flügeldecken sind weiß, auch die Spitzen der Scapularfedern, manchmal haben auch die äußeren Steuerfedern kleine weiße Spitzen. Die Iris ist braun, der Schnabel schwarz. Beim Weibchen fehlen die weißen Spitzen. Jungvögel sind bräunlich, nicht schwarz. Gegenüber dem ähnlichen Perlschulter-Ameisenwürger (Thamnophilus aethiops) gibt es Unterschiede im bevorzugten Lebensraum.
Die Art ist monotypisch.

## Stimme
Der Ruf wird als schneller werdende nasale Tonfolge „ukk-ukk-ukk-ukukukukuk“ beschrieben. Dabei wird der Schwanz deutlich bewegt.

## Lebensweise
Die Art tritt meist als Paar auf, ist schwer zu sehen, nicht in gemischten Jagdgemeinschaften zu finden.
Die Nahrung besteht vermutlich  aus Insekten, die bodennah bis 3 m gesucht werden.
Über die Brutzeit ist nur wenig bekannt.

## Gefährdungssituation
Der Bestand gilt potentiell gefährdet (near threatened).